# Orazio Spinola
Orazio Spinola (né vers 1547 à Gênes, alors dans la république de Gênes, et mort le 24 juin 1616 à Gênes), est un cardinal italien de l'Église catholique de la XVIIe siècle, créé par le pape Paul V. 
Il est un petit-neveu du doge Luca Spinola. Les autres cardinaux de la famille Spinola sont Agostino Spinola (1527) ; Filippo Spinola (1583) ; Agustín Spínola (1621) ; Giandomenico Spinola (1626) ; Giulio Spinola (1666) ; Giambattista Spinola, seniore (1681) ; Giambattista Spinola, iuniore (1695) ; Niccolò Spinola (1715) ; Giorgio Spinola (1719) ; Giovanni Battista Spinola (1733) ; Girolamo Spinola (1759) et Ugo Pietro Spinola (1831).

## Biographie
Orazio Spinola est référendaire au tribunal suprême de la Signature apostolique et vice-légat à Bologne et à Ferrare.
Il est élu archevêque de Gênes en 1600. L'archevêque Spinola est gouverneur de Borgo, gouverneur du second conclave de 1605 et gouverneur de la cité léonine. Le pape Paul V le crée cardinal lors du consistoire du 11 septembre 1606. Le cardinal Spinola est légat apostolique à Ferrare.